# آندره ویلئلم
آندره ویلئلم (فرانسوی: André Wilhelm‎؛ زادهٔ ۷ فوریهٔ ۱۹۴۳) دوچرخه‌سوار اهل فرانسه است.